# Війна за незалежність Еритреї
Війна за незалежність Еритреї — збройний конфлікт, що проводилася еритрейськими збройними угрупованнями за незалежність від Ефіопії в другій половині XX століття.

## Передумови
У 1890—1941 роках Еритрея була колонією Італії, потім — протекторатом Великої Британії. 2 грудня 1950 року ООН прийняла резолюцію № 390А про об'єднання Еритреї та Ефіопії в рамках федерації. Рішення набрало чинності 15 вересня 1952 року. Більшість еритрейців виступала за незалежність своєї країни, в той час як Ефіопія намагалася позбавити Еритрею статусу автономії. Сформований наприкінці 1950-х років Фронт визволення Еритреї (ФВЕ) у вересні 1961 року почав збройну боротьбу за незалежність. У відповідь на це в 1962 році імператор Ефіопії Хайле Селассіє позбавив Еритрею статусу автономії, розпустивши її парламент.

## Хід війни
У 1970-ті роки в рядах ФВЕ стався розкол. Від Фронту відокремилися кілька інших організацій, найзначнішим з яких був Народний фронт визволення Еритреї (НФВЕ). У 1974 році в результаті військового перевороту Хайле Селассіє був повалений, і до влади прийшов революційний уряд, який незабаром встановив тісні зв'язки з СРСР. Незважаючи на зміну політичного режиму, війна в Еритреї тривала. Символом еритрейської боротьби за незалежність стало місто Накфа, сильно зруйноване в результаті авіанальотів ВПС Ефіопії (після закінчення війни на честь міста була названа еритрейська валюта). Протистояння Ефіопії ускладнювалося тим, що між ФВЕ і НФВЕ двічі мали місце внутрішні конфлікти. В результаті міжусобиць ФВЕ до початку 1980-х втратив значну частину свого впливу, і його загони відійшли в Судан.
У 1988–1991 роках еритрейські партизани завдали армії Ефіопії кілька важких поразок (зокрема, під Афабетом, де був вщент розгромлений ефіопський армійський корпус), що збіглося з припиненням радянської військової допомоги Аддис-Абебі. У самій Ефіопії йшла громадянська війна. У травні 1991 року уряд покинув країну. Еритрея фактично домоглася своєї незалежності після трьох десятиліть збройної боротьби. За угодою з новим ефіопським урядом у квітні 1993 року в Еритреї був проведений референдум, за підсумками якого 24 травня країна офіційно була проголошена незалежною.
За час війни загинуло понад 150 тис. еритрейців — партизан та мирних жителів, 400 тис. осіб стали біженцями. Ефіопія також понесла значні втрати, що обчислюються десятками (за деякими оцінками — сотнями) тисяч людей.

## Незалежність
У квітні 1993 року еритрейський народ майже одноголосно проголосував за незалежність, і це було підтверджено місією спостерігачів ООН, яка контролювала проведення референдуму в Еритреї. 28 травня 1993 рокуОрганізація Об'єднаних Націй офіційно визнала незалежність Еритреї, нижче наведені результати референдуму:
| Регіон           | Ви хочете, щоб Еритрея була незалежною і суверенною державою? | Ви хочете, щоб Еритрея була незалежною і суверенною державою? | Ви хочете, щоб Еритрея була незалежною і суверенною державою? | Загальний |
| Регіон           | Так                                                           | Ні                                                            | недійсні                                                      | Загальний |
| ---------------- | ------------------------------------------------------------- | ------------------------------------------------------------- | ------------------------------------------------------------- | --------- |
| Асмара           | 128,443                                                       | 144                                                           | 33                                                            | 128,620   |
| Барка            | 4,425                                                         | 47                                                            | 0                                                             | 4,472     |
| Денкалія         | 25,907                                                        | 91                                                            | 29                                                            | 26,027    |
| Гаш-Сетіт        | 73,236                                                        | 270                                                           | 0                                                             | 73,506    |
| Гамазін          | 76,654                                                        | 59                                                            | 3                                                             | 76,716    |
| Аккель Гузай     | 92,465                                                        | 147                                                           | 22                                                            | 92,634    |
| Сахель           | 51,015                                                        | 141                                                           | 31                                                            | 51,187    |
| Семхар           | 33,596                                                        | 113                                                           | 41                                                            | 33,750    |
| Серай            | 124,725                                                       | 72                                                            | 12                                                            | 124,809   |
| Сенхіт           | 78,513                                                        | 26                                                            | 1                                                             | 78,540    |
| Борці за свободу | 77,512                                                        | 21                                                            | 46                                                            | 77,579    |
| Судан            | 153,706                                                       | 352                                                           | 0                                                             | 154,058   |
| Ефіопія          | 57,466                                                        | 204                                                           | 36                                                            | 57,706    |
| Інші             | 82,597                                                        | 135                                                           | 74                                                            | 82,806    |
| %                | 99.79                                                         | 0.17                                                          | 0.03                                                          |           |